# Skalariak
Skalariak és un grup basc de ska creat el 1994 a Navarra pel germans Juantxo Skalari i Peio Skalari. Les seues lletres són en castellà i basc, i en el seu treball es poden trobar també sons punk, reggae i altres ritmes. Fins al 2007 han publicat sis discos, un d'ells gravat en directe, i han estat de gira per Espanya, Europa i Amèrica.

## Història
Skalariak naixen a Pamplona, de la mà del germans Juantxo (veu) i Peio Skalari (bateria). Grans aficionats a l'ska i al reggae, editaren un fanzine i feren intervencions en ràdios com a DJs. Per fi, decidixen posar en marxa un projecte musical al qual anomenen Skalariak. Aconseguixen establir la primera formació del grup, composta per Javier Etxeberria (guitarra), Mario Memola (saxòfon), Zara (teclats), Naiara Krutxaga (baix), Marco Bellizzi (trombó) i David Orduña (trompeta).
En començar a tocar en directe entren en contacte amb la discogràfica pamplonesa GOR Discos, que els ofereix gravar un disc. A més a més, aquesta presa de contacte permet al grup introduir el tema "Txapeldunak" en el recopilatori Latin Ska Vol. II (1996), que edità el prestigiós segell de ska Moon Ska Records.
A 1997 entren als "Estudios XXI", dels germans Javier i Juan Antonio San Martín (tècnics de so), per a gravar el que seria el seu primer disc: Skalariak (Gor), produït per Mario Goñi. El disc inclou "Txapeldunak" i "O neure herri", que també serà el primer single del grup. Ambdós temes, junt a "Agur euskal herriari", estan cantats en basc, però la resta dels temes del disc són en castellà. Juantxo i Peio prenen les regnes del grup, component tots els temes, excepte les lletres dels temes en basc.
Comencen les gires, per diverses ciutats d'Espanya, i comencen a tocar per Europa en una mini-gira de deu dies que els porta a tocar a França i Itàlia. Durant aquestes gires s'estableix l'actual formació, entrant Hiart Leitza en el lloc de Zara i Luisillo Kalandraka en el de Naiara. En la secció de vents l'únic membre original que queda és Mario Memola, però en tots els seus concerts a partir d'ara utilitzaran en directe a diferents músics a la trompeta i el trombó.
El 1999 apareix el seu segon treball, Klub Ska (Gor), que serà el primer d'una trilogia d'àlbums conceptuals: En la Kalle (Gor, 2000) i Radio Ghetto (BoaCor, 2003). En aquest cas el grup (ja amb la seua alineació actual) s'inventa un "Klub Ska" multicultural i multiracial, en què els "rude boys" pamplonesos s'uneixen per a parlar de política i futbol i per a escoltar els seus temes jamaicans preferits. El so del grup presenta una lògica evolució, degut principalment a l'experiència que com a grup han acumulat en quasi dos anys de gires. Al disc apareix u dels seus temes més coneguts, "Sólo vivir", que també fou el single de presentació. Repeteixen per a gravar als "Estudios XXI" amb els germans San Martín i Mario Goñi. Apareixen, com en tots els seus discos, temes en basc, els únics que no compon la parella Juantxo/Peio.
Entre els anys 1999 i 2000 el grup inicia la presentació del disc. Giren per Madrid, Barcelona, Galícia i tot el País Basc. Inicien una segona gira internacional passant per França, Itàlia, Suïssa i Mèxic, país que recorren tocant durant tres setmanes.
L'any 2001 apareix el seu tercer treball En la Kalle, segon dels discos conceptuals en el qual el grup trenca el rodal del "Klub Ska" i apropa la seua proposta al carrer. Per aquesta ocasió opten per gravar als "Estudios Garate" de la mà de Kaki Arkarazo a la producció. El so és molt similar a l'aconseguit al seu anterior treball, el qual el mateix grup defineix com a "so Skalariak".
Fent realitat el títol del disc i la seua proposta conceptual, el grup da els seus primers concerts de presentació en actuacions espontànies als carrers de Pamplona (tocaren pels carrers en Sanfermines), Barcelona o Bilbao. Tornen a girar per Espanya, França, Suïssa (on tocaren en els actes preparats per a protestar per la cimera del G8) i Itàlia. Apareixen edicions europees de Klub Ska (que s'edita a Alemanya per Mad Butcher Records) i En la Kalle (editat a Itàlia per Gritalo Forte Records, la discogràfica de la Banda Bassotti). Les actuacions espontànies i diferents reportatges, entrevistes i tomes en directe apareixeran arreplegades al vídeo Skalariak: Street's Ska (Gor, 2002).
En març de 2003 inicien la gravació del que serà el seu quart treball, Radio Ghetto, i amb el qual tancaran la trilogia composta per Klub Ska i En la Kalle. Però aquesta vegada el treball ve de la mà de la discogràfica-distribuïdora madrilenya BOA. Repeteixen als Estudis Garate i amb Kaki Arkarazo. Aquesta vegada els temes en basc també són obra de Juantxo i Peio, com la resta de temes de l'àlbum. En aquest cas el disc gira entorn de "Radio Ghetto", des de la qual els "rude boys" exposen les seues inquietuds. Aquesta vegada el radi d'acció de la música s'expandeix tant com és possible: començà al "Klub Ska", van traure la seua proposta "En la Kalle" i ara toca expandir-la a tots els llocs del món des de la "Radio Ghetto", la ràdio de la gent i del poble. El mateix grup posa en marxa una nova experiència comunicativa: naix Radio Guetto, des de la qual el grup pretén portar a totes les parts les cultures basca i jamaicana, tenint cada membre del grup un programa en particular. Arribaren a emetre diversos concerts de Skalariak i programes en directe. Després d'any i mig d'emissions, a causa de diferents problemes legals van haver de parar, però el grup està posant el projecte de nou en marxa.
El grup presenta el seu nou disc per tot Espanya, passant per Madrid, Barcelona, Bilbao, Vigo, Saragossa o Alacant. Estableixen definitivament la seua presència a Europa, a països on ja han tocat com Suïssa (toquen davant de 30.000 persones al "Open Air St. Gallen Festival") i França i altres com la República Txeca o Alemanya (on toquen al "Gurten Festival" davant de 10.000 persones). Així mateix, tornen a Mèxic, on realitzen una gira en la qual atrauen a més públic que en l'anterior. De fet, de Mèxic és d'on es reben més visites a Radio Ghetto i a la seua pàgina web.
Una vegada finalitzada la trilogia, i amb motiu de tancar l'etapa protagonitzada per aquesta, el grup posa en marxa el 2005 el "Klub Street Ghetto Tour", una gira en la qual presenten únicament material de la seua trilogia. Toquen entre març i agost, moment en el qual comencen a preparar el seu següent treball.
Amb Luz Rebelde (BoaCor, 2005), el grup obri una nova etapa. Així apareixen nous sons amb els quals Skalariak amplia la seua paleta estilística, des de ritmes celtes ("Luz Rebelde"), soul i funk ("Hartu") a ritmes caribenys ("Segapotoen lurraldea" o "Ale"), però sense renunciar al pose jamaicà que sempre els ha acompanyat. Per primera vegada apareix una versió: "Rude control" (de "Total control" de The Clash) i Hiartz canta com a solista en el tema "Hartu" per primera vegada.
Les gires de presentació els porten a circuits ja consolidats com l'alemany o el suís, però també n'amplien horitzons tocant a Xile per primera vegada. Toquen a l'estadi "Víctor Jara" amb grups llatino-americans en un acte organitzat per l'ONG xilena "CIASPO".
L'agost de 2006 Hiart va comunicar que abandonava el grup  Arxivat 2007-09-28 a Wayback Machine.. El 15 d'octubre d'eixe any se celebrà el Nafarroa Oinez, per al qual Skalariak per primera vegada compongué el tema principal  Arxivat 2006-12-14 a Wayback Machine..
El 20 d'octubre de 2007 finalitzen la seva gira del disc "Luz Rebelde" amb un concert a la Sala Razzmatazz de Barcelona, gravat en DVD i publicat el 2008 Arxivat 2009-02-04 a Wayback Machine.

## Membres
- Juantxo Skalari: veu.
- Peio Skalari: bateria.
- Javier Etxeberria: guitarra.
- Luisillo Kalandraka: baix.
- Mario Memola: saxòfon.

### Membres anteriors
- Hiart Leitza: teclat.
- Zara (Cristina Zariategi): baix.
- Naiara Krutxaga: teclats.
- Marco Bellizzi: trombó.
- David Orduña: trompeta.

## Discografia

### Àlbums
- Skalariak (Gor, 1997). CD.
- Klub Ska (Gor, 1999). CD.
- En la kalle (Gor, 2001). CD.
- Radio Ghetto (BoaCor, 2003). CD.
- Luz rebelde (BOA Cor, 2005). CD.
- Ska-Republic Concert (Maldito Records, 2008) 2CD + DVD.

### Singles
- O neure herri (Gor, 1997). CD-single.
- Sólo vivir (Gor, 1998). CD-single.
- Skalari Rude Klub (Gor, 2001). CD-single.
- Vodka Revolución (Gor, 2001). CD-single.
- Baietz Oraingoan! (2006). Single.

### Vídeos
- Skalariak: Street's Ska (Gor, 2002). VHS i DVD.

### Participacions en recopilatoris
- "Txapeldunak" en Latin Ska Vol. II (Moon Ska, 1996). CD.
- "O neure herri" en Skankin' the Scum Away (Mad Butcher, 1998). CD. Recopilatori alemany de grups de ska europeus.
- "Sólo vivir" en UniverSonoro Vol. 5 (BOA, 1999). CD.
- "Uníos" en Wir Haben Eine Weltz Zu Gewinnen (Mad Butcher, 2000). CD. Recopilatori alemany de grups de ska europeus.
- Latin Ska Jazz (Sock It, 2000). CD.
- "Arazoak arazo" en Nafarroa Hitza Dantzan (Nafarroako Bertsozale Elkartea/Gor, 2001). CD en els quals grups navarresos interpreten poemes de diferents bertsolaris navarresos.
- Dance Ska La. 2001 (Banana Juice, 2001). CD.

## Altres projectes dels membres de Skalariak
- the kluba
- http://juantxosk.blogspot.com.es/ - Juantxo Skalari & La Rude Band (Actual)

Juantxo Skalari
Peio Skalari
---------------------------------------------------------------------------------------------------------------
- Vendettana Nafarroa

Luisillo Kalandrak
Javier Etxeberria
Enriko Rubiños, Ruben Antón (músics en l'última etapa de Skalariak)